# Erzbistum Bloemfontein
Das Erzbistum Bloemfontein (lateinisch Archidioecesis Bloemfonteinensis, englisch Archdiocese of Bloemfontein) ist eine in Südafrika gelegene Diözese der römisch-katholischen Kirche mit Sitz in Bloemfontein (Provinz Freistaat).

## Geschichte
Das Erzbistum Bloemfontein wurde am 11. Januar 1951 mit der Neuordnung der kirchlichen Hierarchie in Südafrika durch Papst Pius XII. aus den Apostolischen Vikariaten Aliwal und Kimberley heraus gegründet. Bloemfontein ist Metropolitansitz.
Dem Erzbistum Bloemfontein sind die Suffraganbistümer Bethlehem, Keimoes-Upington, Kimberley und Kroonstad zugeordnet.

### Erzbischöfe von Bloemfontein
- Herman Joseph Meysing OMI, 1951–1954
- William Patrick Whelan OMI, 1954–1966
- Joseph Patrick Fitzgerald OMI 1966–1976, später Erzbischof von Johannesburg
- Peter Fanyana John Butelezi OMI, 1978–1997
- Buti Joseph Tlhagale OMI, 1999–2003, später Erzbischof von Johannesburg
- Jabulani Adatus Nxumalo OMI, 2005–2020
- Zolile Peter Mpambani SCJ, seit 2020